# Iva Davies
Ivor Arthur Davies (Wauchope, Australia, 22 de mayo de 1955), conocido profesionalmente como Iva Davies, es un cantautor e instrumentista australiano, líder de la banda de synth pop, new wave y rock Icehouse.

## Biografía
Davies ha trabajado junto a músicos notables, como David Bowie, Brian Eno, Peter Gabriel, Bryan Ferry y Roxy Music, Yukihiro Takahashi, John Oates, Elvis Costello, Simple Minds, Peter Tosh, Robert Palmer, XTC, The Psychedelic Furs y Nik Kershaw, entre otros muchos.

### Años 1970
Las primeras actuaciones de Davies fueron alrededor de 1971, a sus dieciséis, junto a la Lucy Fields Jug Band, liderada por Lindsay Campbell, en el tercer subsuelo del edificio de la Asociación Cristiana de Jóvenes de Sídney. Ese recinto fue escenario también de artistas como Bob Hudson, Mike Mclelland, Al Ward, Pat y Geoff Drummond, Al Head, Marion Henderson, Margaret Roadknight y Graeme Lownde. Influenciado por David Bowie, Bryan Ferry y Marc Bolan, Davies comenzaba por entonces a hacerse famoso por su estilo vocal. La Lucy Fields Jug Band se había asegurado un contrato para grabar con la compañía M7, pero la discográfica cambió de firma y el álbum de la banda nunca se lanzó.
Davies tocó el oboe con la Orquesta Juvenil de Sídney y formó parte de la banda de la Epping Boys High School, donde también tocó el bombardino.
A finales de 1977, Davies, quien había estudiado oboe y composición en el Conservatorio de Música de Sídney, se unió al bajista Keith Welsh para formar una banda a la que llamaron «Flowers». En 1979, Davies restableció contactos con Cameron Allan, director de la discográfica independiente Regular Records, con la que Flowers firmaría a comienzos de 1980.

### Años 1980
En 1985, Iva Davies y Bob Kretschmer, amigo y también miembro de la banda, trabajaron con la Compañía de Danza de Sídney en el ballet Boxes. Además de grabar la música para el ballet, Davies y Kretschmer fueron coguionistas de la obra, junto a Graeme Murphy. Boxes se estrenó en la Ópera de Sídney en diciembre de ese año, y Davies tuvo el múltiple rol de actor, cantante y bailarín las tres semanas consecutivas en las que el público agotó sus entradas.
El año 1985 también vio a Davies ganar el APRA Music Award como «Música australasiana de película más interpretada», por la película Razorback.
En 1988, Davies y John Oates —este último como colaborador— ganaron un APRA Music Award por la canción «Electric Blue», del álbum Man of Colours, en la categoría «Obra popular australasiana más interpretada».
El 25 de enero de 1988, Icehouse interpreta «Electric Blue» en el Concierto Bicentenario de Nueva Gales del Sur, frente al príncipe Carlos y la princesa Diana de Gales, en el Centro de Entretenimiento de Sídney. Durante la interpretación se lo vio a Davies muy nervioso, llegando por momentos a cantar fuera de tono.

### Años 1990
La Compañía de Danza de Sídney trabajó en la creación de un ballet que denominó Berlin. Además de grabar las canciones que compusieron la música de este ballet, Davies interpretó todas las canciones en vivo, junto a Icehouse, en todas las presentaciones de la obra. Davies se convirtió así en una pieza fundamental del ballet, en un papel similar al que interpretó en Boxes, con gran éxito en la comunicación entre los bailarines y el público. Berlin fue un éxito instantáneo, y estuvo en escena por dos temporadas. Boxes y Berlin son dos de los espectáculos más exitosos entre todos los que la Compañía de Danza de Sídney ha montado a la fecha.[cita requerida]

### Años 2000
En 2003, Davies viajó a Los Ángeles para grabar la banda de sonido de la película de Peter Weir Master and Commander: The Far Side of the World, con Christopher Gordon y Richard Tognetti; juntos, ganaron el APRA/AGSC Screen Music Award de 2004 en la categoría «Mejor álbum de banda sonora». En 2005 compuso la música para la miniserie The Incredible Journey of Mary Bryant: el 6 de noviembre del año siguiente recibiría el APRA/AGSC Screen Music Award en la categoría «Mejor música para miniserie o película de televisión». Desde el 15 de junio de 2008, Davies fue miembro del jurado del concurso de talentos Battle of the Choirs; Icehouse interpretó «Great Southern Land» en el espectáculo de la final del concurso, el que fue ganado por el coro de cámara de la Universidad de Newcastle.

### Premios
- 1982: Premio Countdown («Artista masculino más popular»).
- 1985: Premio de la Australasian Performing Right Association («Música australasiana de película más interpretada») por Razorback.
- 1988: Premio de la Australasian Pefforming Right Association («Obra popular australasiana más interpretada») por Electric Blue.
- 1991: Nominado a «Mejor artista masculino» en la 16.ª edición anual de los Premios Mo (Australian Variety Artist Association).
- 2004: Premio APRA/AGSC Screen Music («Mejor álbum de banda sonora») por Master and Commander.
- 2006: Premio APRA/AGSC Screen Music («Mejor música de miniserie o película de televisión») por Mary Bryant.
- 2013: Orden de Australia por sus servicios a la música, el entretenimiento y la comunidad.[9]

### Otros logros
- 1985: Boxes, ballet con la Compañía de Danza de Sídney en la Ópera de Sídney, votado «evento del año» por la revista Rolling Stone.
- 1995: Berlin, con Max Lambert y la Compañía de Danza de Sídney; el espectáculo abrió en la Ópera de Sídney y continuó su éxito en sucesivas temporadas dentro y fuera de Australia.
- 1999: The Ghost of Time, con Richard Tognetti y la Sinfónica de Sídney en la víspera de Año Nuevo, en la Ópera de Sídney, como parte de la contribución de Australia a los festejos del Milenio y con una audiencia televisiva de 2500 millones de personas.
- 2000: Circles in the Sky, canción seleccionada como el tema principal para los eventos en vivo durante la celebración de los Juegos Olímpicos de Sídney 2000.

### Vida personal
Se casó con Tonia Kelly en 1990. Tienen dos hijos: Brynn (nacido en 1993) y Evan (nacido en 1996). Iva y Tonia se divorciaron en febrero de 2010. Davies vive hoy en Whale Beach, Nueva Gales del Sur.